# Нойкаттаро
Нойкаттаро (італ. Noicattaro) — муніципалітет в Італії, у регіоні Апулія, метрополійне місто Барі.
Нойкаттаро розташоване на відстані близько 390 км на схід від Рима, 15 км на південний схід від Барі.
Населення — 26 089 осіб (2014).
Щорічний фестиваль відбувається 16 липня. Покровитель — Madonna del Carmine.

## Демографія
Населення за роками:

Станом на 1 січня 2023 року в муніципалітеті офіційно проживав 1341 іноземець з 46 країн, серед них 127 громадян країн Євросоюзу та 8 громадян України.

## Сусідні муніципалітети
- Барі
- Капурсо
- Казамассіма
- Челламаре
- Мола-ді-Барі
- Рутільяно
- Триджано